# لیتل فرانکس (آریزونا)
لیتل فرانکس (به انگلیسی: Little Franks) یک منطقهٔ مسکونی در ایالات متحده آمریکا است که در آریزونا واقع شده‌است. لیتل فرانکس ۱٬۲۱۶ متر بالاتر از سطح دریا واقع شده‌است.